# Fonte Luminosa de Radiação Síncrotron de Stanford
A Fonte Luminosa de Radiação Síncrotron de Stanford (SSRL, em inglês:  Stanford Synchrotron Radiation Lightsource) - (anteriormente Laboratório de Radiação Síncrotron de Stanford), uma divisão do SLAC National Accelerator Laboratory, é operada pela Universidade Stanford para o Departamento de Energia dos Estados Unidos. O SSRL é uma Instalação Nacional de Usuários que fornece radiação síncrotron, um nome dado à radiação eletromagnética que incluem raios-x, ultravioleta, visível e infravermelho produzidos por elétrons que circulam em um anel de armazenamento (Stanford Positron Electron Asymmetric Ring - SPEAR ) quase na velocidade de luz. A radiação produzida pode ser usada para investigar várias formas de matéria, desde objetos de tamanho atômico e molecular a materiais artificiais com propriedades incomuns. As informações e conhecimentos obtidos são de grande valia para a sociedade, com impacto em áreas como meio ambiente, tecnologias futuras, saúde e educação. 
O SSRL fornece instalações experimentais a cerca de 2.000 cientistas acadêmicos e industriais que trabalham em campos variados como desenvolvimento de medicamentos, limpeza ambiental, eletrônica e imagens de raios-x. Está localizado no sul do condado de San Mateo, nos arredores da cidade de Menlo Park. 

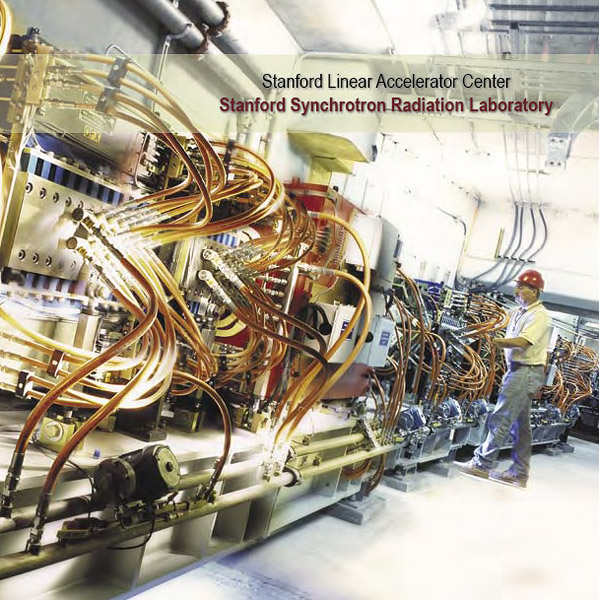
Fotografia de dentro do anel do acelerador SSRL.

## História
Em 1972, a primeira linha de raios-X foi construída por Ingolf Lindau e Piero Pianetta como literalmente um "buraco na parede" que se estende para fora do anel de armazenamento SPEAR. Naquela época, a SPEAR havia sido construída em uma era de colisores de partículas, onde os físicos estavam mais interessados em esmagar partículas na esperança de descobrir a antimatéria do que em usar radiação de raios-x para estudo físico e químico do estado sólido. Desde esses primórdios, começou o Projeto de Radiação Síncrotron de Stanford (SSRP). Em pouco tempo, o SSRP tinha cinco cabanas experimentais compartilhando a radiação de apenas alguns centímetros dos ímãs curvos da SPEAR. Cada uma dessas estações estava equipada com um monocromador para selecionar a radiação de interesse, e os experimentadores traziam suas amostras e estações finais de todo o mundo para estudar os efeitos únicos somente alcançados através da radiação síncrotron.
Hoje, o anel de armazenamento SPEAR é totalmente dedicado à fonte de luz de radiação síncrotron de Stanford como parte das instalações do SLAC National Accelerator Laboratory. Atualmente, a SSRL opera 24/7 por cerca de nove meses seguidos ao ano; o tempo restante é usado para grandes manutenções e atualizações em que é necessário acesso direto ao anel de armazenamento. Existem mais de 30 estações experimentais exclusivas que são disponibilizadas para usuários de universidades, laboratórios governamentais e indústrias de todo o mundo. 

## Diretores
1. Sebastian Doniach 1973-1977
2. Arthur Bienenstock 1978-1998
3. Keith Hodgson 1998-2005
4. Joachim Stöhr 2005-2009
5. Piero Pianetta 2009
6. Chi-Chang Kao 2010-2012
7. Piero Pianetta 2012-2014
8. Kelly Gaffney 2014-2019
9. Paul McIntyre 2019-